# Severino Poletto
Severino Poletto, né le 18 mars 1933 à Salgareda en Italie et mort le 17 décembre 2022 à Moncalieri, est un cardinal italien.

## Biographie

### Prêtre
Severino Poletto est titulaire d'une licence de théologie morale obtenue à l'Académie alphonsienne à Rome.
Il est ordonné prêtre le 29 juin 1957 pour le diocèse de Casale Monferrato.
Son ministère sacerdotal a été partagé entre des activités paroissiales, des responsabilités au service des vocations et au séminaire diocésain, ainsi qu'un engagement à temps partiel dans le monde du travail.

### Évêque
Nommé évêque coadjuteur de Fossano en Italie le 3 avril 1980, il a été consacré le 17 mai suivant par le cardinal Anastasio Ballestrero. Il est devenu évêque titulaire de ce diocèse dès le 29 octobre de la même année.
Le 16 mars 1989 il est nommé évêque d'Asti et le 19 juin 1999, il devient archevêque de Turin. Il se retire le 11 octobre 2010 à l'âge de 77 ans.

### Cardinal
Jean-Paul II le crée cardinal lors du consistoire du 21 février 2001 avec le titre de cardinal-prêtre de S. Giuseppe in via Trionfale. Il participe aux conclaves de 2005 et de 2013 qui élisent respectivement les papes Benoît XVI et François.
Au sein de la curie romaine, il est membre de la Congrégation pour le clergé et de la Commission pontificale pour le patrimoine culturel de l'Église.
Il meurt le 17 décembre 2022 à Moncalieri, à l'âge de 89 ans.

## Succession apostolique
Severino Poletto a ordonné les évêques suivants :
- Évêque Francesco Guido Ravinale (it) (2000)
- Évêque Gabriele Mana (it) (2001)
- Évêque Guido Fiandino (de) (2002)
- Évêque Giacomo Lanzetti (it) (2002)
- Évêque Giuseppe Guerrini (it) (2003)
- Évêque Carlo Ellena (de) (2004)
- Évêque Giuseppe Cavallotto (it) (2005)
- Évêque Alceste Catella (it) (2008)